# Andrew Thanya-anan Vissanu
Andrew Thanya-anan Vissanu (ur. 20 stycznia 1959) – tajski duchowny katolicki, podsekretarz Papieskiej Rady ds. Dialogu Międzyreligijnego.

## Życiorys
18 maja 1986 otrzymał święcenia kapłańskie. W 1987 rozpoczął przygotowanie do służby dyplomatycznej na Papieskiej Akademii Kościelnej.
21 czerwca 2008 został mianowany przez Benedykta XVI podsekretarzem Papieskiej Rady ds. Dialogu Międzyreligijnego, zastępując na tym stanowisku Felixa Machado mianowanego biskupem Vasai w Indiach.
Od 2012 jest zastępcą sekretarza generalnego Konferencji Biskupów Tajlandii.